# Tartamura
Tartamura Bustamante & Ruiz, 2017 è un genere di ragni appartenente alla famiglia Salticidae.

## Distribuzione
Le 5 specie sono diffuse in Brasile, Ecuador e Argentina: la specie dall'areale più ampio è la T. adfectuosa, rinvenuta in località del Brasile e dell'Argentina.

## Tassonomia
Per la descrizione delle caratteristiche di questo genere sono stati esaminati gli esemplari tipo di T. agatelin Bustamante & Ruiz, 2017.
Non sono stati esaminati esemplari di questo genere dal 2020.
Attualmente, a gennaio 2022, si compone di 5 specie:
- Tartamura adfectuosa (Galiano, 1977) — Brasile, Argentina
- Tartamura agatelin Bustamante & Ruiz, 2017[2] — Ecuador
- Tartamura huao Bustamante & Ruiz, 2017 — Ecuador
- Tartamura metzneri Bustamante & Ruiz, 2017 — Brasile
- Tartamura turbo Bustamante & Ruiz, 2020 — brasile